# Gyenyisz Ivanovics Fonvizin
Gyenyisz Ivanovics Fonvizin, von Visin; orosz nyelven: Денис Иванович Фонвизин; (Moszkva, 1745. április 14. – Szentpétervár, 1792. december 12.) orosz író, drámaíró, az orosz társadalmi vígjáték megteremtője.

## Élete
Gazdag moszkvai nemesi családban született, a von Wiesen nevű livóniai lovagcsaládból származott. 1755-től az abban az évben alapított moszkvai egyetemhez tartozó gimnáziumban tanult, 1760-tól egy évig az egyetem hallgatója volt. Folyóiratokban ekkor jelentek meg első fordításai, többek között a felvilágosodás dániai képviselője, Ludvig Holberg számos állatmeséjét ültette át orosz nyelvre. 1762-ben Szentpétervárra költözött és előbb a külügyi kollégiumban (minisztériumban) fordítóként, majd I. P. Jelagin miniszter titkáraként működött. A színház iránti érdeklődésének első jele a Korion című vígjáték, egy francia mű „oroszosítása”. Már eredetinek tekinthető első szatirikus komédiája A brigadéros (1768–1769).
1769-ben Fonvizin a külügyi kollégium vezetőjének, N. I. Panyinnak titkára lett. II. Katalin politikájával szemben meggyőződésük volt, hogy Oroszországban a jobbágykérdés rendezésére és alaptörvényekre van szükség; a felvilágosodás szellemében alkotott reformokat szerettek volna elérni. Az író 1777–1778-ban utazást tett Franciaországban és Németországban. 1782 márciusában Panyint eltávolították, és Fonvizin a következő évben államtanácsosi rangban nyugdíjba vonult. Ettől kezdve teljesen az irodalomnak élt.
Ezekben az években alkotta meg legjelentősebb munkáit, köztük főként A kamasz című vígjátékát (1781). Munkáiban ekkor előtérbe került a publicisztika műfaja, 1783-ban egy sor szatirikus cikket jelentetett meg. 1784–1785-ben ismét külföldön, Németországban és Itáliában járt. Névtelenül kiadta Gróf Nyikita Ivanovics Panyin élete című francia nyelvű művét, benne a felvilágosult főnemes idealizált alakját rajzolta meg. Munkáinak bátor szókimondása végleg kivívta a cárnő nemtetszését, később már nem is jelenhettek meg írásai.
Utolsó éveiben anyagi helyzete megrendült, súlyos betegség is kínozta, 1786-ban Bécsben és Karlsbadban gyógykezeltette magát. Ebben az időben már inkább csak útirajzokat írt; önéletrajzát már nem volt ideje befejezni.

## Vígjátékai
Fonvizin publicisztikája, szatirikus cikkei, útirajzai, önéletrajza az orosz prózai nyelv és a szatíra kialakulásának fontos állomásai. Az író elsősorban mégis az orosz társadalmi vígjáték megteremtőjeként ismert, különösen A kamasz című vígjátéka folytán.
- A Korion (Корион) az első színpadi kísérlet: részben fordítás, részben átdolgozás. Jean-Baptiste Gresset francia drámaíró (1709–1777) "Sidney" című drámája (1745) alapján írta. A történet alapját megtartotta, de orosz környezetbe helyezte át és a francia eredetiben érzelmes színdarabot vígjátékká alakította. 1764-ben mutatták be.
- Első eredeti vígjátékát, A brigadérost (Бригадир) valószínűleg 1768-ban írta, benne a nemesség egy részét akkoriban jellemző francia-imádatot pellengérezi ki. Emellett a darab a nyers gorombaság, a műveletlenség szatírája is. Bár az író néhány részletet idegenből kölcsönzött, a főhős Ivanuska alakját pedig Ludvig Holberg "Jean de France" (1722) című darabjából vette át, mégis itt már valóban orosz környezetet és orosz alakokat találunk.
- Fonvizin főműve A kamasz (Недоросль), más fordításban: Az úrfi (1781). Az ötfelvonásos vígjáték egy házassági terv köré épül. Prosztakova nemes asszony jól akarja kiházasítani ostobácska fiát, aki mellé házukba alkalmi oktatókat fogad. A szerző az ő példájukon mutatja be, teszi nevetségessé a nemesek tudatlanságát, jobbágyaikkal való durva bánásmódját, erkölcstelenségét. A darab erkölcsi tanulságait, Fonvizin felvilágosult nézeteit a pozitív hősök (rezonőrök) fogalmazzák meg.

## Magyarul
- A tökfilkó. Vígjáték; ford. Sütő András, Szőcs Ráchel; Orosz Könyv, Bukarest, 1954 (Orosz klasszikusok)
- Az úrfi; ford. Grigássy Éva; in: Az orosz dráma klasszikusai, 1-2.; jegyz. Elbert János, Nemes G. Zsuzsanna; Európa, Bp., 1973